# Kurfurstendömet Hessen
Kurfurstendömet Hessen även kallat Kurhessen, var ett kurfurstendöme i Tyska förbundet, 1803–1807 samt 1813–1866. Efter tyska enhetskriget 1866 annekterades det av Preussen och uppgick i provinsen Hessen-Nassau. Större delen av Kurhessen ingår idag i förbundslandet Hessen.

## Geografi
Kurfurstendömet Hessen bestod av stamlandet (egentliga Hessen),
furstendömet Hersfeld, storhertigdömet Fulda,
furstendömet Hanau, grevskapet Schaumburg,
herrskapet Schmalkalden och några smärre områden.

## Historia
Hessen-Kassel fick kurvärdighet 1803 och kallades därefter Kurfurstendömet Hessen eller kort Kurhessen. Även om Tysk-romerska riket upplöstes tre år senare, fortsatte kurfurstarna av Hessen att använda sin kurfurstetitel ända till 1866. Under Napoleonkrigen erövrades Hessen-Kassel av fransmännen och 1807–1813 tillhörde området Kungariket Westfalen, men återfick sedan självständighet under samme furste som tidigare.
Som ytterligt reaktionär gjorde sig Vilhelm I mycket impopulär. Hans son Wilhelm II av Hessen-Kassel måste 1831 underteckna en förhållandevis demokratisk konstitution. Denne förlade sitt residens i Hanau och utnämnde sonen Vilhelm II av Hessen-Kassel till medregent. Tillsammans med ministern Ludwig Hassenpflug förde de en energisk kamp mot lantdagen. Sonen Fredrik Vilhelm I av Hessen-Kassel tvingades till stora eftergifter 1848 men fick övertaget under reaktionen 1850.
Lantdagen upplöstes, en av kurfursten tillkallad bayersk-österrikisk armékår besatte landet, och 1852 infördes en ny, författning med en mer kringskuren demokrati. Preussarna, som samarbetade med den liberala oppositionen, blandade sig upprepade gånger i landets angelägenheter och tvingade 1862 fursten att åter införa författningen av 1831.
Kurhessen ställde upp på Österrikes sida i det tyska inbördeskriget 1866, varefter det annekterades av Kungariket Preussen och inordnades i provinsen Hessen-Nassau. Den siste kurfursten hade ingen direkt legitim arvinge, utan huvudmannaskapet för den mediatiserade ätten övergick till hans syssling Fredrik Wilhelm, som använde sig av titeln lantgreve av Hessen-Kassel, även om ätten inte längre hade någon suverän furstevärdighet.

## Kurfurstar (1803–1866)
| Nr | Porträtt | Namn                          | Regeringstid | Regeringstid | Gemål | Anmärkning                                                | Not |
| Nr | Porträtt | Namn                          | Från         | Till         | Gemål | Anmärkning                                                | Not |
| -- | -------- | ----------------------------- | ------------ | ------------ | --- | --------------------------------------------------------- | --- |
| 1  |          | Vilhelm I (1743–1821)         | 1803         | 1821         | Vilhelmine Karoline av Danmark                                                                                        | Lantgreve av Hessen-Kassel 1785–1803 Var i exil 1807–1813 |     |
| 2  |          | Vilhelm II (1777–1847)        | 1821         | 1847         | 1) Augusta av Preussen (död 1841) 2) Emilie Ortlöpp (morganatiskt, död 1843) 3) Caroline von Berlepsch (morganatiskt) |                                                           |     |
| 3  |          | Fredrik Vilhelm I (1802–1875) | 1847         | 1866         | Gertrud Falkenstein (morganatiskt)                                                                                    | Avsatt när Kungariket Preussen annekterade kurfustendömet |     |